# سمیر سونی
سمیر سونی (انگلیسی: Samir Soni؛ زادهٔ ۲۹ سپتامبر ۱۹۷۰ در لندن) یک هنرپیشه سینما و تلویزیون اهل هند است.
از فیلم‌ها یا برنامه‌های تلویزیونی که وی در آن نقش داشته است می‌توان به ترانه جشن تولد من، باغبان، من، من هستم و چراغ خاموش متر روشن، دانش‌آموز سال ۲، حماسه بمبئی و گچ و تخته پاک‌کن اشاره کرد.